# میشل نیکاسترو
میشل نیکاسترو (به انگلیسی: Michelle Nicastro، زادهٔ ۳۱ مارس ۱۹۶۰ – درگذشت ۴ نوامبر ۲۰۱۰) بازیگر و خوانندهٔ آمریکایی بود که از ۱۹۸۱ تا ۲۰۰۰ مشغول به فعالیت بود.

## اوایل زندگی
نیکاسترو در واشینگتن، دی.سی. زاده شد. وی فرزند کارول رز نیکاسترو (پیش از ازدواج: گوارینو) و نورمن جوزف نیکاسترو بود؛ شغل پدر وی، چشم‌پزشکی بود.

## حرفه
او به جای شاهدخت اودت، شخصیت اصلی در شاهدخت قو (۱۹۹۴) و دوتا از دنباله‌های آن به نام‌های شاهدخت قو: فرار از قلعهٔ کوهستانی (۱۹۹۷) و شاهدخت قو ۳: راز گنج طلسم‌شده (۱۹۹۸) صحبت کرد (لیز کالاوی در شاهدخت قو به جای شاهدخت اودت آواز خواند).
او در آثار زیر هم حضور یافته‌است:
- زینا: شاهدخت جنگجو

- گرگ آسمان

- نایت رایدر

- بال‌ها

- وقتی هری سالی را دید…

- کووچ

- خانهٔ پر

- رئیس کیست؟

- سانتا باربارا

- مرلین

- بینوایان

## درگذشت
نیکاسترو در ۴ نوامبر ۲۰۱۰ به علت سرطان پستان و تومور مغزی در خانه‌اش و در ۵۰ سالگی، درگذشت.